# Паљијате (Новара)
Паљијате је насеље у Италији у округу Новара, региону Пијемонт.
Према процени из 2011. у насељу је живело 43 становника. Насеље се налази на надморској висини од 136 м.